# Mud (Einheit)
Mud, Mudde, Muwer oder Mouwer war ein in den Niederlanden verwendetes Raummaß für feste Stoffe, vorrangig für Getreide. Außer Getreide wurden aber auch Kalk und Kohlen gemessen.
Mud, mit Sack oder Zak, Plural Zakken, bezeichnet, entsprach einem Hektoliter. Es galt
- 1 Mud = 10 Scheffel = 100 Kop = 1000 Maatje.[1]

Diese Reihenfolge entsprach Hektoliter, Dekaliter, Liter, Deziliter.
- 1 neue Last (niederl.) = 30 Mudde/Zakken = 30 Hektoliter[2]
- ½ Mud = 50 Koppen/Kopf
- 1 Kop  = 1 Liter

Das Maatje/Mäßchen oder Glas war dem Deziliter per Gesetz vom 18. Dezember 1819 gleichgesetzt.
- 1 alte Last (amsterdamer/niederländische) = 27 Zakken = 30 Hektoliter[3]